# Naomi Sequeira
Naomi Sequeira (Sydney, 29 dicembre 1994) è un'attrice e cantante australiana, conosciuta maggiormente per il suo ruolo da protagonista nella serie televisiva Le cronache di Evermoor.

## Biografia
Naomi Sequeira è nata alla fine di dicembre 1994. Ha origini portoghesi, spagnole, filippine e cinesi. Vinse in parte nel 2011 le audizioni della terza stagione di The X Factor. Insieme ad Adam Roberts ha moderato dal 2013, il talk show Hanging With Adam and Naomi. Nel 2013 Sequeira ha firmato un contratto discografico con la Music Entourage. Nello stesso anno ha pubblicato in Australia e Nuova Zelanda il suo primo singolo, Edge Of The Sun.
La sua carriera cinematografica è iniziata nel 2014 con un ruolo di ospite nella serie tv dramma Rake. Nell'autunno dello stesso anno ha ricoperto il ruolo di Tara Crossley nella miniserie britannica di Disney Channel Evermoor.

## Filmografia

### Attore

#### Televisione
- Rake - serie TV, 1 episodio- 3x08 - (2014)
- Disney Channel's Hanging with Adam and Naomi - miniserie TV, 4 episodi (2014)
- Evermoor - miniserie TV, 4 episodi (2014)
- Le cronache di Evermoor - serie TV (2015 - in corso)
- Segui l'onda - film (2017)